# Coazhütte
Die Coazhütte (rätoromanisch im Idiom Puter Chamanna Coaz) ist eine Berghütte des Schweizer Alpen-Clubs (SAC) in der Berninagruppe. Sie liegt auf einer Höhe von 2610 m ü. M. oberhalb des Lej da Vadret im Val Roseg, auf dem Gemeindegebiet von Samedan. Die Hütte ist benannt nach dem Erstbesteiger des Piz Bernina, Johann Wilhelm Coaz. Sie ist via Mittelstation der Luftseilbahn Corvatsch leicht zu erreichen und bietet im Sommer 80 Schlafplätze und im Winter einen Schutzraum für zehn Personen.

## Geschichte
Im Jahre 1877 wurde eine kleine Steinhütte mit dem Namen Chamanna Mortèl von der SAC Sektion Bernina errichtet. In den 1920er-Jahren ging die Hütte in den Besitz der Sektion Rätia über.
Im Jahre 1926 wurde sie durch eine neue Hütte auf 2385 m ü. M. ersetzt, die nun erstmals den Namen Chamanna Coaz erhielt.
Im Jahre 1951 wurden infolge des Rückzugs des Roseggletschers erstmals Hangabsenkungen am Standort der Hütte festgestellt, in deren Folge die Hütte im Jahre 1964 abgebrochen und durch eine Hütte am heutigen Standort ersetzt wurde. 
Für die Konzeption und Gestaltung des Neubaus von 1964 war Jakob Eschenmoser verantwortlich, der bedeutendste Architekt von SAC-Hütten im 20. Jahrhundert.
Die Hütte wurde 1982 mit einem seitlichen Anbau erweitert und erstmals mit einer aus Solarzellen gespeisten Beleuchtung ausgestattet. In den Jahren 2023/2024 wurde die Hütte von Cangemi Architekten aus Chur gesamtsaniert und mit einem Zwischentrakt erweitert.

## Zustieg
Von Pontresina ist die Hütte ganzjährig durch das Val Roseg erreichbar. Bis zum Hotel Roseg ist die Fahrt mit einer Pferdekutsche möglich, danach muss mit weiteren drei Stunden Zustieg gerechnet werden. Im Winter ist die Abfahrt mit Tourenski von der Bergstation der Seilbahn Surlej-Corvatsch in einer Stunde möglich, im Sommer gibt es von der Mittelstation der Seilbahn einen leichten Wanderweg, Gehzeit etwa 2,5 Stunden.

## Übergänge
- Rifugio Marco e Rosa (3597 m) Gehzeit: 6–7 Stunden über Fuorcla da la Sella
- Rifugio Marinelli Bombardieri (2813 m) Gehzeit: 6 Stunden über Fuorcla da la Sella
- Tschiervahütte (2573 m ü. M.) schwierig, Weg durch Geröll, Moränen und Wildbäche

## Gipfelbesteigungen
- Piz Roseg (3935 m ü. M.) Gehzeit: 6,5 Stunden (Route 163 bzw. Skitour Route 776)
- La Sella (3584 m ü. M.) Gehzeit: 4–5 Stunden (Route 136 bzw. Skitour Route 773a)
- Piz Sella (3506 m ü. M.) Gehzeit: 4–5 Stunden (Skitour Route 775a)
- Il Chapütschin (3388 m ü. M.) Gehzeit: 3 Stunden über Nordgrat (Route 104 bzw. Skitour Route 770b) oder Südwestgrat (Route 106)

## Bildergalerie

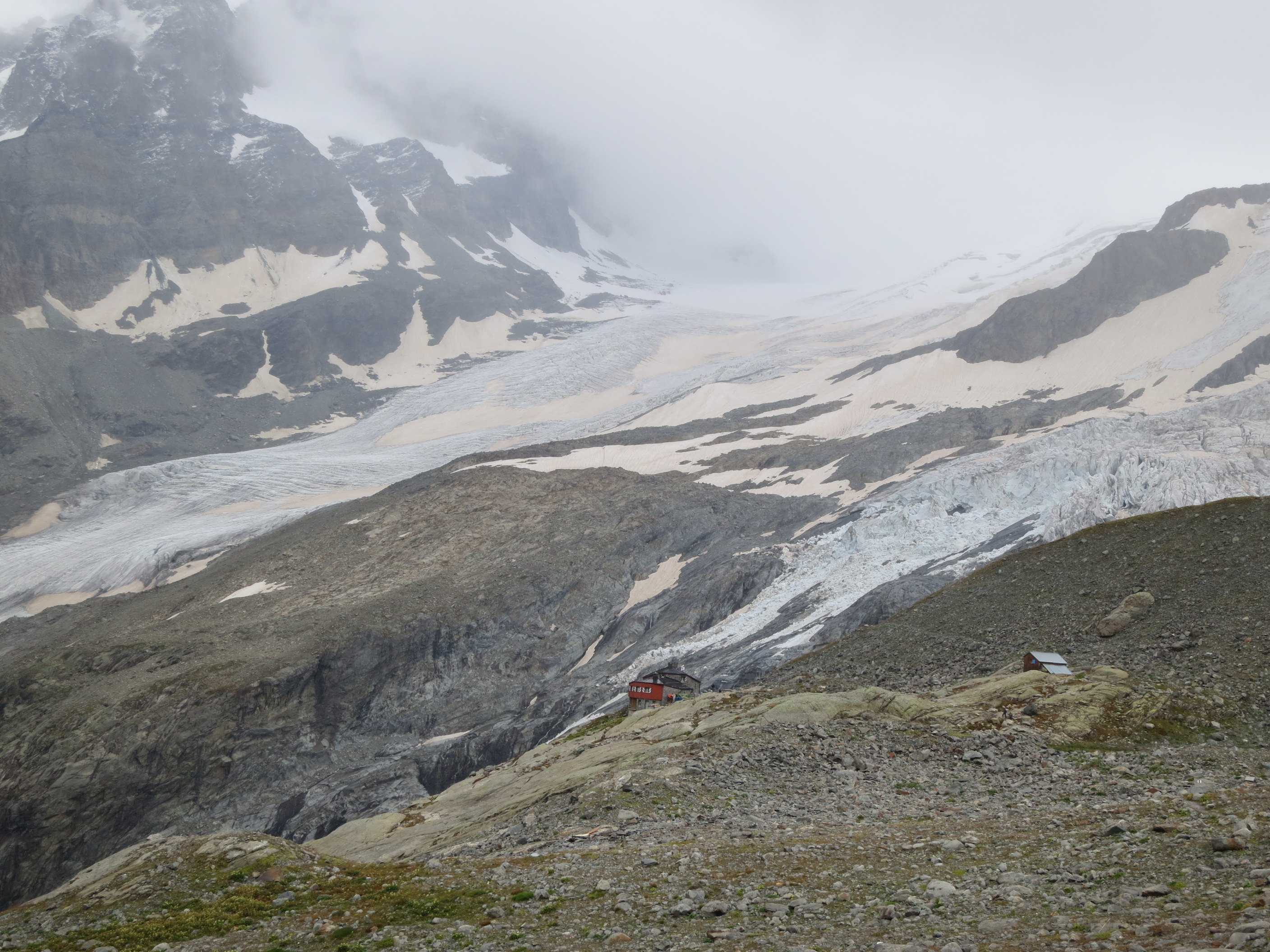
Coazhütte auf dem Felsvorsprung
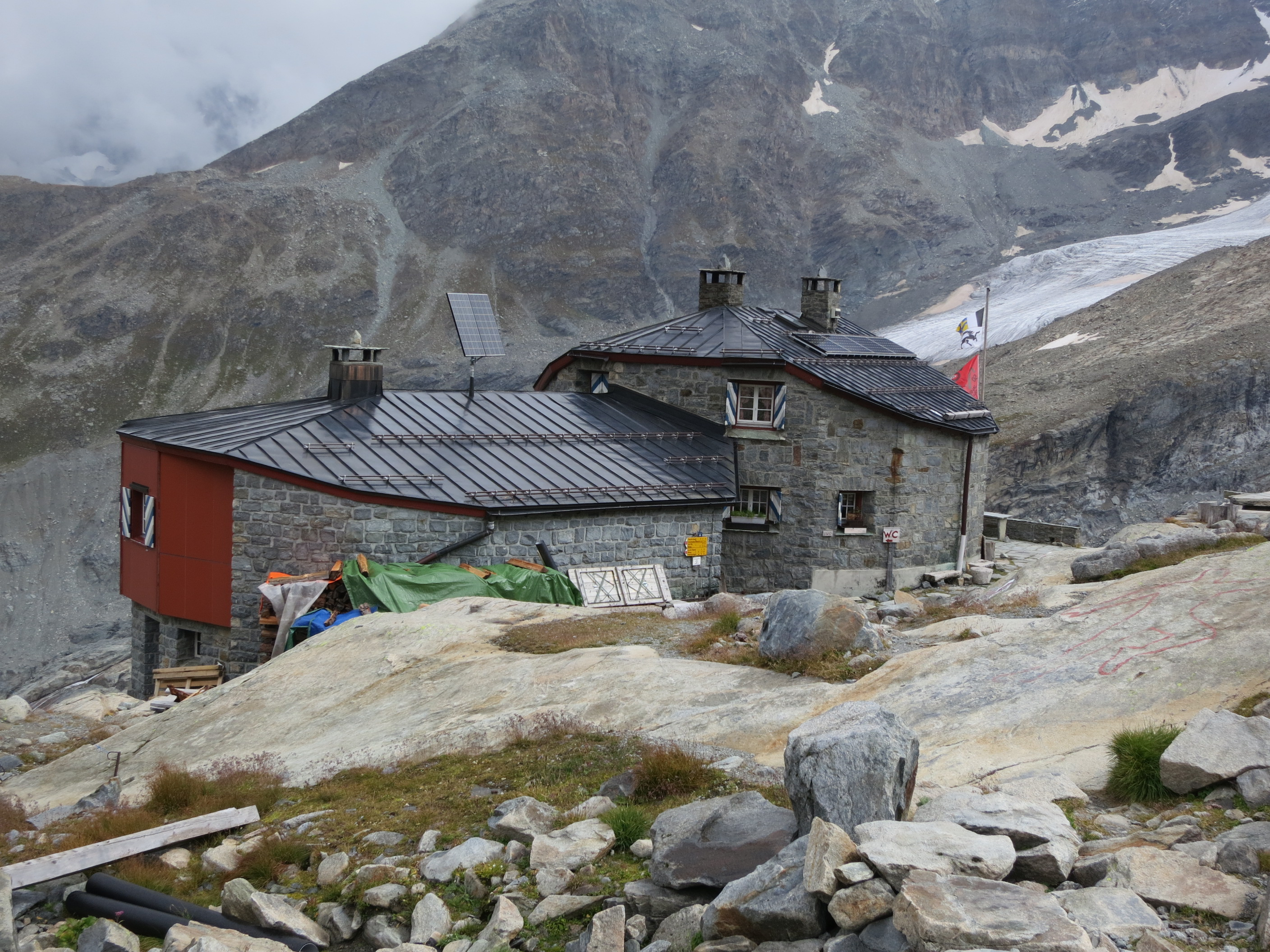
Coazhütte mit Anbau
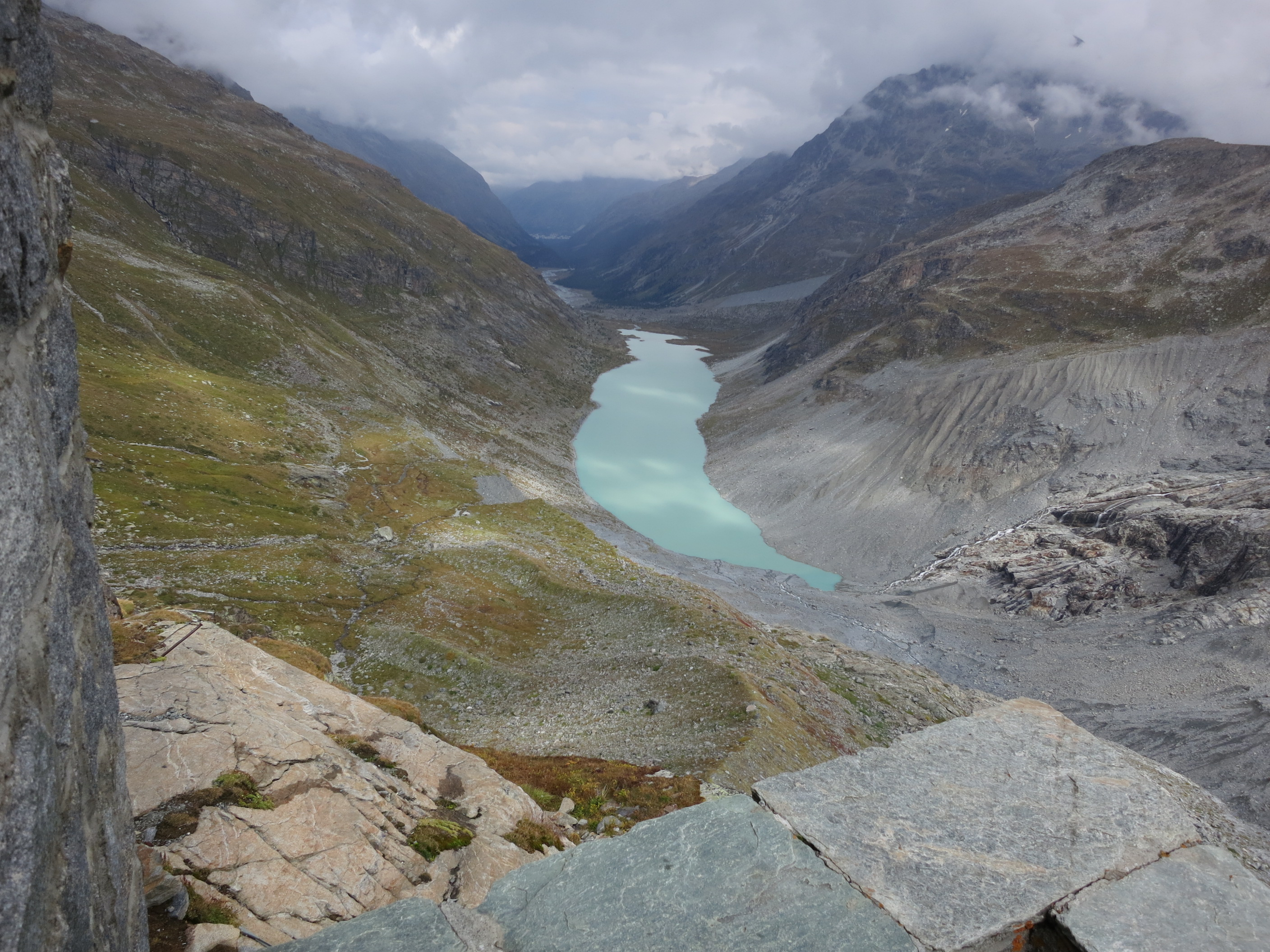
Val Roseg und Lej da Vadret
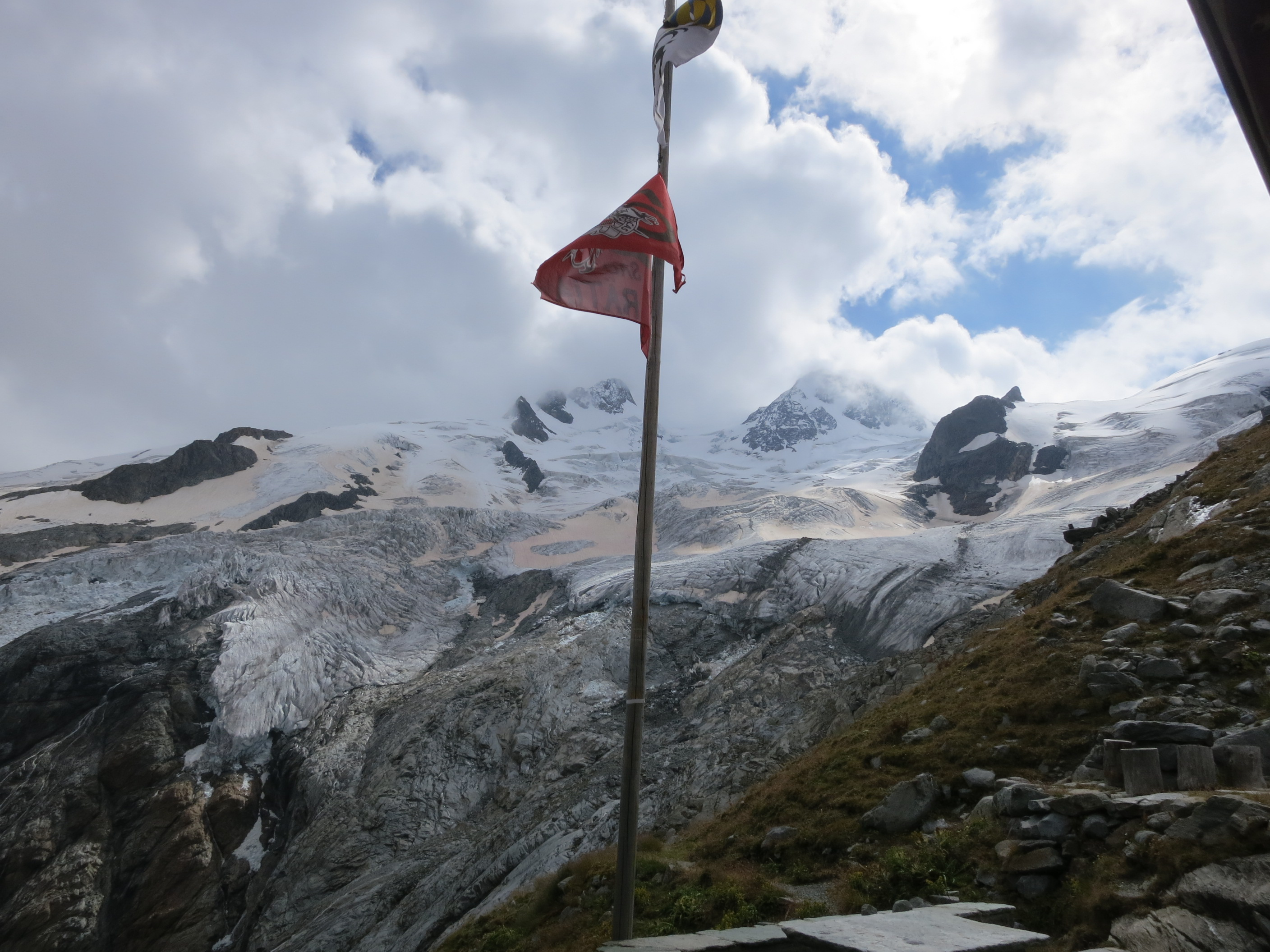
Roseggletscher